# 红北极果
红北极果（学名：Arctous rubra）为杜鹃花科北极果属下的一个种，可見於北極圈一帶。

## 扩展阅读
- 維基物種上的相關：红北极果